# Union soviétique aux Jeux olympiques d'été de 1976
 (novembre 2016).
Si vous disposez d'ouvrages ou d'articles de référence ou si vous connaissez des sites web de qualité traitant du thème abordé ici, merci de compléter l'article en donnant les références utiles à sa vérifiabilité et en les liant à la section « Notes et références ».
L'Union soviétique participe aux Jeux olympiques d'été de 1976 à Montréal au Canada. 410 athlètes soviétiques, 285 hommes et 125 femmes, ont participé à 189 compétitions dans 22 sports. Ils y ont obtenu 125 médailles : 49 d'or, 41 d'argent et 35 de bronze. Avec ce total de médailles d'or, l'Union soviétique termine à la première place du tableau des médailles.